# 斯普林格頓 (伊利諾伊州)
斯普林格頓（英語：Springerton）是位於美國伊利諾伊州懷特縣的一個村落。

## 地理
斯普林格頓的座標為38°10′44″N 89°21′18″W / 38.17889°N 89.35500°W，而該地最高點為海拔高度120米（即394英尺）。

## 人口
根據2010年美國人口普查的數據，斯普林格頓的面積為0.32平方千米，當中陸地面積為0.32平方千米，而水域面積為0.00平方千米。當地共有人口110人，而人口密度為每平方千米343人。